# IC 2152
IC 2152 — галактика типу SBa (компактна витягнута галактика) у сузір'ї Заєць.
Цей об'єкт міститься в оригінальній редакції індексного каталогу.